# Tissue Simulation Toolkit
Tissue Simulation Toolkit è un programma open source nel quale è implementato il Cellular Potts Model, che permette di effettuare alcune simulazioni sulle cellule.
È utilizzato per studiare i meccanismi di evoluzione e movimento cellulare come differenziazione, avviluppamento, dispersione e angiogenesi.
Come descritto in alcune pubblicazioni scientifiche, attraverso l'uso di questo software, si sono ritrovate delle analogie in natura, soprattutto nella proliferazione cellulare di embrioni.

Esempio di un risultato di una simulazione